# Papiro Oxirrinco 11
El Papiro Oxirrinco 11 también conocido como P. Oxy. 11 es un fragmento de una comedia perdida, escrita en griego. Fue descubierto por Bernard Pyne Grenfell y Arthur Surridge Hunt en 1897, en Oxirrinco, Egipto. El fragmento data del siglo I o II y se encuentra en la Biblioteca Británica, en Reino Unido, en el Departamento de Manuscritos.

## Documento
El manuscrito fue escrito en papiro, en forma de un rollo. Las medidas del fragmento son 144 por 142 mm. El fragmento contiene dos columnas. El texto está escrito en letras verticales, en caligrafía uncial.
El texto fue publicado por Grenfell y Hunt en 1898.